# Prismatocarpus brevilobus
Prismatocarpus brevilobus är en klockväxtart som beskrevs av A.Dc. Prismatocarpus brevilobus ingår i släktet Prismatocarpus och familjen klockväxter. Inga underarter finns listade i Catalogue of Life.